# A Bit of Fry and Laurie

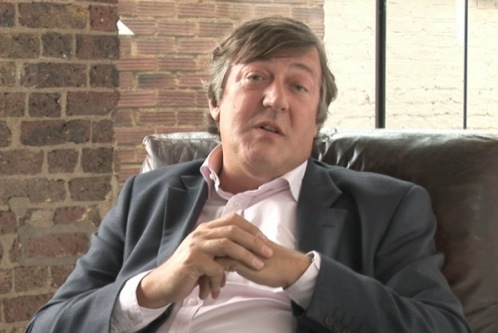
Stephen Fry

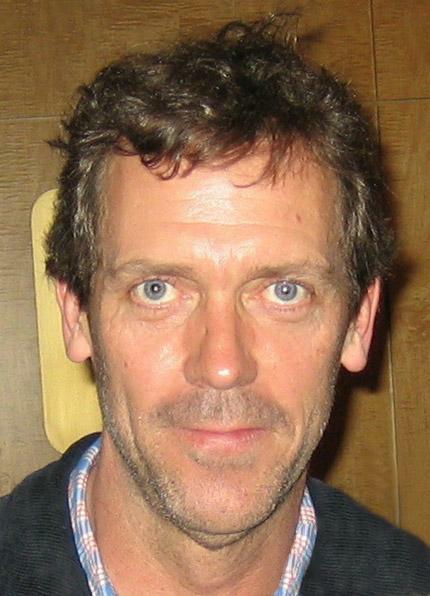
Hugh Laurie

A Bit of Fry and Laurie was een Britse televisieserie van het duo Fry & Laurie, met in de hoofdrollen oud-Cambridge Footlights-leden Stephen Fry en Hugh Laurie. die op BBC Two werd uitgezonden tussen 1989 en 1995. De serie kende vier seizoenen en in totaal 26 afleveringen, inclusief de 35 minuten durende pilotaflevering uit 1987. Hoewel de serie destijds populair was, werd hij niet veel herhaald.
A Bit of Fry and Laurie was een komisch sketchprogramma, in een nogal excentrieke vorm gegoten. Fry en Laurie maken veel gebruik van woordspelletjes en dubbelzinnigheid. Sommige sketches waren bijna vulgair, maar ze stopten altijd voordat ze die grens overschreden.
Het was een progressief programma waarbij gespeeld werd met de verwachtingen van het publiek. Vaak braken ze de vierde wand, waarbij de karakters midden in een sketch overgingen in de echte acteurs, of de camera draait om en laat de studio zien. Tussen de sketches door worden er non sequitur fragmenten van straatinterviews getoond in de stijl van Monty Python's Flying Circus, met irrelevante beweringen.
Naast de humoristische sketches liet Laurie zich zien als veelzijdig muzikant en zanger, met komische liedjes.

## Uitzendingen
De ongeveer 36 minuten durende pilotaflevering werd op Tweede Kerstdag 1987 uitgezonden op BBC Two, maar voor latere herhalingen werd hij ingekort tot 29 minuten. De volledige versie is wel te zien op de dvd van het eerste seizoen. Het was de eerste pilot die Fry en Laurie voor de BBC maakten na The Crystal Cube, die de BBC haatte.
De eerste drie seizoenen werden uitgezonden door BBC Two, de plek waar de BBC gewoonlijk sketchprogramma's uitzendt, maar het vierde seizoen was voor BBC One, de "mainstream"-zender. Het laatste seizoen wordt veelal gezien als het zwakste, om verscheidene redenen. De humor van Fry en Laurie was niet geschikt voor het publiek dat naar BBC One kijkt. Ook was er elke week een beroemdheid te gast, een aanvulling waar Fry en Laurie het niet mee eens waren. Daarnaast werd de serie uitgezonden vlak na Frys zenuwinzinking in 1995, wat nogal een schaduw wierp over het programma. Een recensent merkte op dat Fry hierdoor wellicht meer de lachers op zijn hand kreeg, terwijl Laurie de serieuze noot vormde.
In Nederland zijn de afleveringen uitgezonden door de VPRO.

### Afleveringen
- Pilotaflevering: 26 december 1987 (36 minutes)
- Seizoen 1: 13 januari 1989 – 17 februari 1989 (zes afleveringen)
- Seizoen 2: 9 maart 1990 – 13 april 1990 (zes afleveringen)
- Seizoen 3: 9 januari 1992 – 13 februari 1992 (zes afleveringen)
- Seizoen 4: 12 februari 1995 – 2 april 1995 (zeven afleveringen)

Twee compilatieafleveringen werden op BBC Radio 4 uitgezonden op 11 augustus 1994.

## Catchphrases

#### "Please Mr. Music, will you play?"
Elke aflevering van seizoen 3 en 4 eindigde met het bereiden van een cocktail met een belachelijke naam en nog belachelijker samenstelling. Fry vroeg Laurie vervolgens om het programma af te sluiten met het slotnummer door te zeggen, "Please Mr. Music, will you play?" Vervolgens schudt hij dansend de cocktail, deelt hij ze uit aan de beroemde gasten, terwijl Laurie pianospeelt en een trombone nadoet.

#### "Soupy twist"
De catchphrase "soupy twist" sprak Fry uit aan het einde van de seizoenen 3 en 4, en betekende waarschijnlijk iets als "proost" in de taal Strom, door Fry bedacht en voor het eerst gebruikt in zijn BBC Radio 4-programma Saturday Night Fry.

## Muziek
Laurie laat zijn muzikale talent zien in satirische liedjes. Het is ook zijn kans om zijn komische kant te laten zien, omdat hij in de sketches veelal de serieuze noot voor zich neemt. Hieronder volgen de volgende de meest bekende nummers.
- Mystery: een parodie op het treurige liefdeslied, waarbij Laurie de stijl van Sammy Davis jr. nadoet. Het nummer gaat over de moeilijkheden van de ikfiguur en zijn geliefde, die per couplet moeilijker worden. Zij woont in een ander land heeft waarschijnlijk problemen met zijn baan (bij de Thames Water Authority, het waterschap), heeft hem nog nooit ontmoet, en is in 1973 gestorven.
- America: Laurie is gekleed in een (voor die tijd) stereotiep-Amerikaanse rocksterren-outfit: geruit overhemd, wit T-shirt, jeans, sneakers en een bandana in de stijl van Bruce Springsteen en Jimi Hendrix. Laurie zingt op een dramatische manier de tekst: "...America, America, America..." afgewisseld met "...the States, the States, the States...". Uiteindelijk komt Fry geïrriteerd op het podium, en hij slaat Laurie neer.
- The Sophisticated Song: Laurie is gekleed in een zwart-wit pak en speelt gitaar, terwijl hij zingt over hoe hij normaal "cool" is, maar dat hij, als hij met zijn grote liefde praat, niet meer uit zijn woorden komt en begint te kwijlen.
- Where is the Lid?: Laurie kondigt aan dat hij een "very angry" nummer heeft geschreven over hoe potten gescheiden worden van hun deksels. Op de piano zingt hij herhaaldelijk "Where is the lid?" ("Waar is het deksel?"). Op de achtergrond vindt Fry ondertussen het deksel, en probeert of hij op de pot past die op de piano staat. Hij past, en verzoekt Laurie te stoppen met spelen, maar Laurie negeert hem, waarna Fry hem neerslaat.
- Hey Jude: Laurie zit achter zijn vleugel en zingt Hey Jude (The Beatles) in een hoge stem die lijkt op die van Alvin and the Chipmunks. Fry komt even later ook op, maar juist met een kunstmatig lage stem.

De originele begin- en eindmuziek is niet van Hugh Lauries hand; het is Mardi Gras in New Orleans van Professor Longhair.

## Dvd's
Na een petitie van fans werd het eerste seizoen van A Bit of Fry and Laurie op 3 april 2006 uitgebracht in dvd-regio 2. Seizoen 2 kwam in hetzelfde jaar uit op 12 juni, met als bonus de Cambridge Footlights Revue uit 1981 (op televisie uitgezonden in 1982), waarin Fry en Laurie verschijnen met Emma Thompson. Tony Slattery, Penny Dwyer en Paul Shearer. Seizoen 3 volgde in oktober 2006, en seizoen 4 verscheen tegelijk met een complete boxset (alle vier de series) op 20 oktober.
Seizoen 1 kwam in regio 4 uit op 6 juli 2006 regio 4 volgde op 22 augustus.
Aflevering 6 van seizoen 1 had een copyrightprobleem. In de televisieversie werd muziek gebruikt van de soundtrack van The Sea Hawk, maar op de dvd wordt andere muziek gebruikt. Helaas is hierdoor de dialoog niet goed meer te horen. Op de regio 1-versie van seizoen 3 is de sketch, waarin het duo "Hey Jude" van The Beatles ten gehore brengt, verwijderd.

## Publicaties
Het duo heeft vier bundels met scripts uitgebracht.
- A Bit of Fry & Laurie (1990) ISBN 0-7493-0705-6
- A Bit More Fry & Laurie (1991) ISBN 0-7493-1076-6
- 3 Bits of Fry & Laurie (1992) ISBN 0-7493-1701-9
- Fry & Laurie Bit No. 4 (1995) ISBN 0-7493-1967-4